# パンケーキクラッシュ

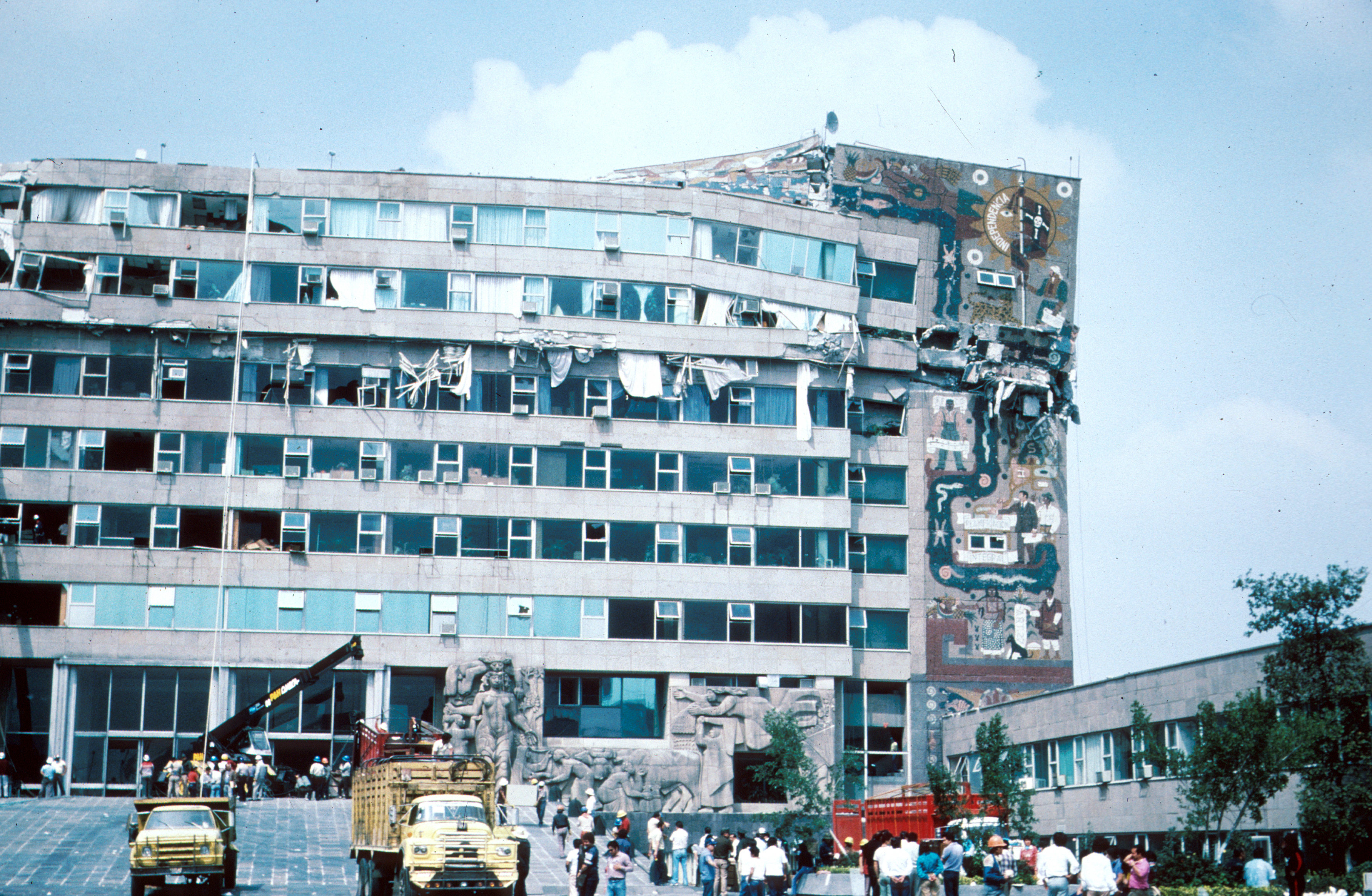
メキシコ地震でパンケーキクラッシュを起こした運輸通信省ビル

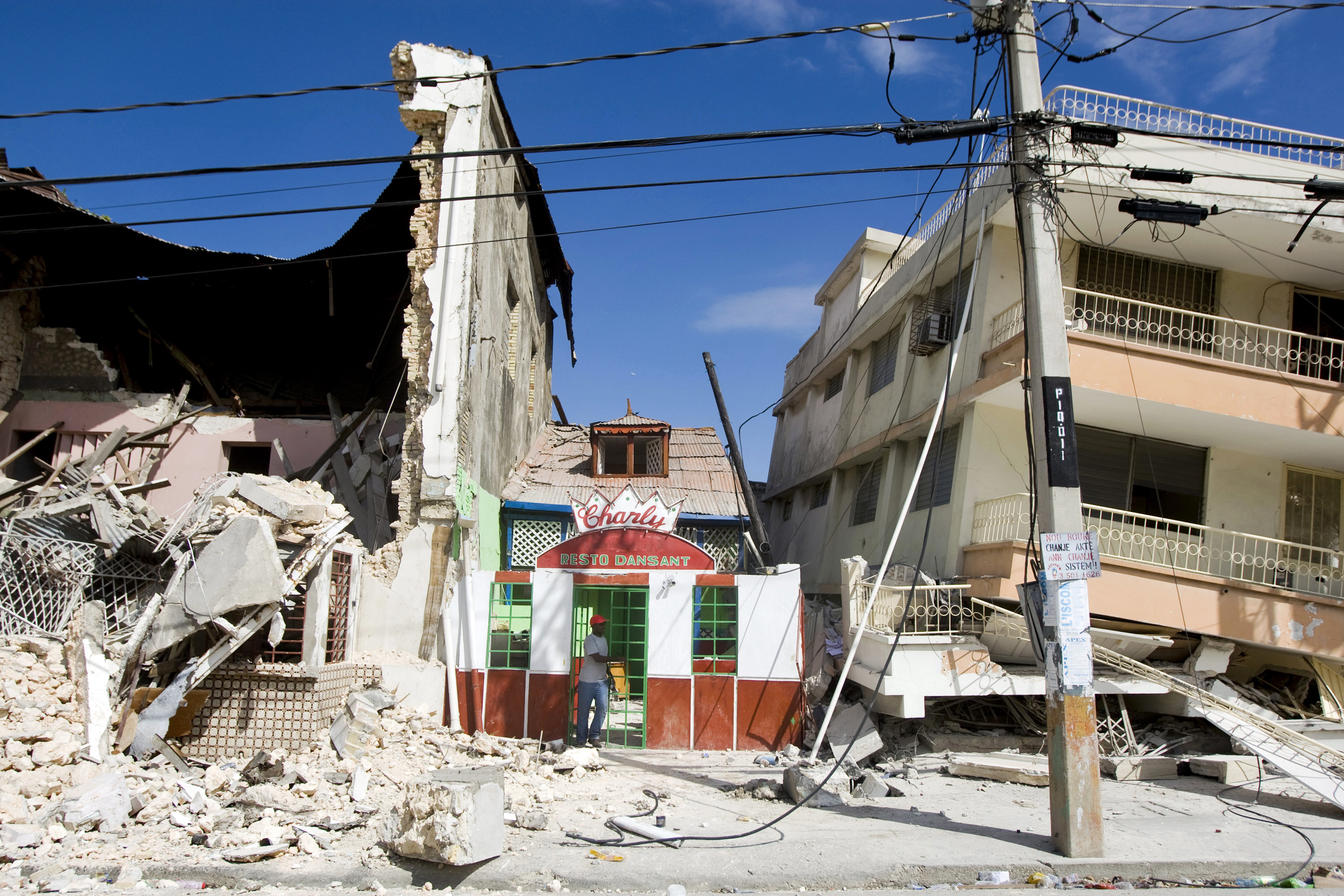
ハイチ地震で倒壊した建物（右側の建物がパンケーキクラッシュを起こしている）

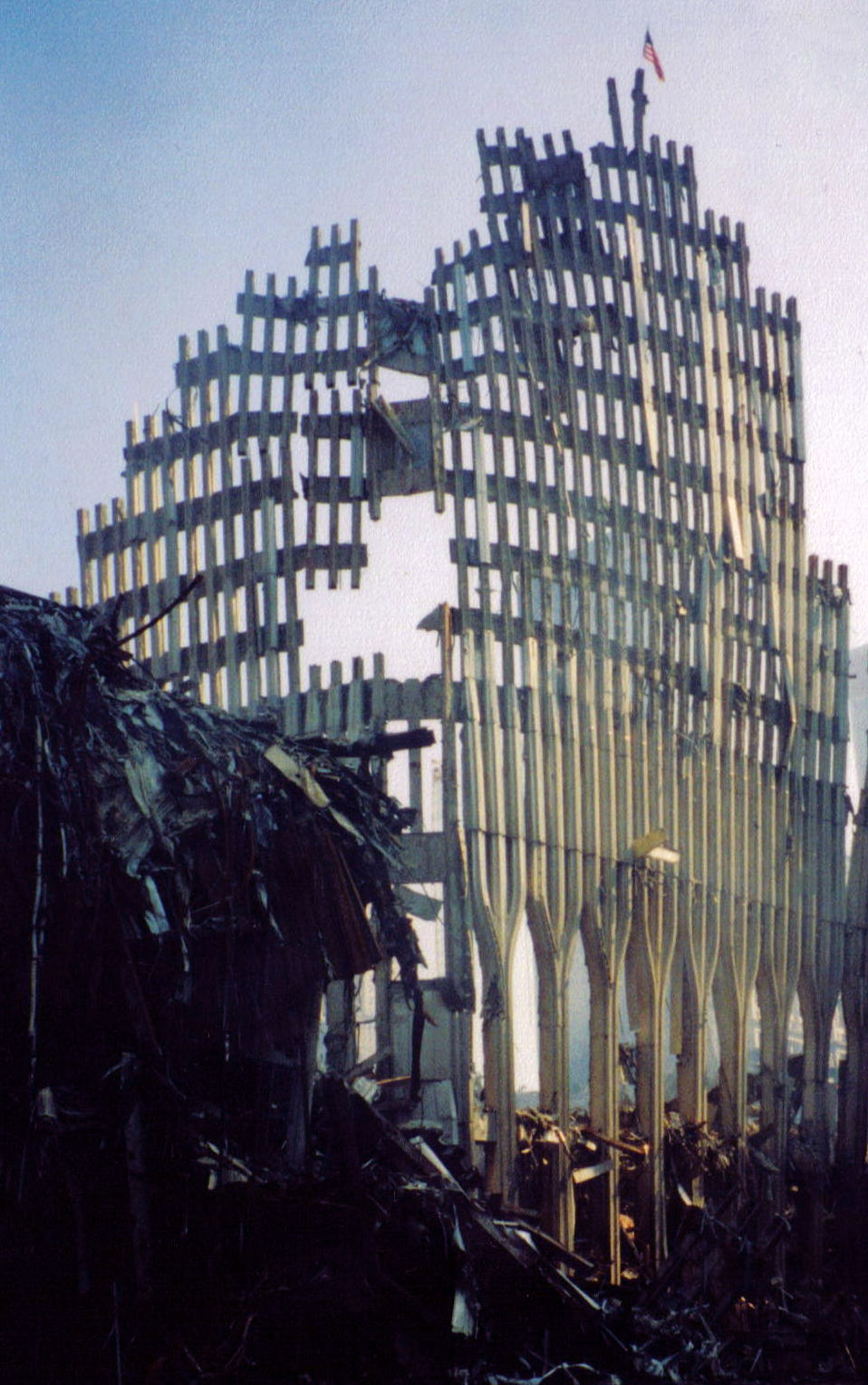
パンケーキクラッシュにより崩壊したとされる世界貿易センタービル

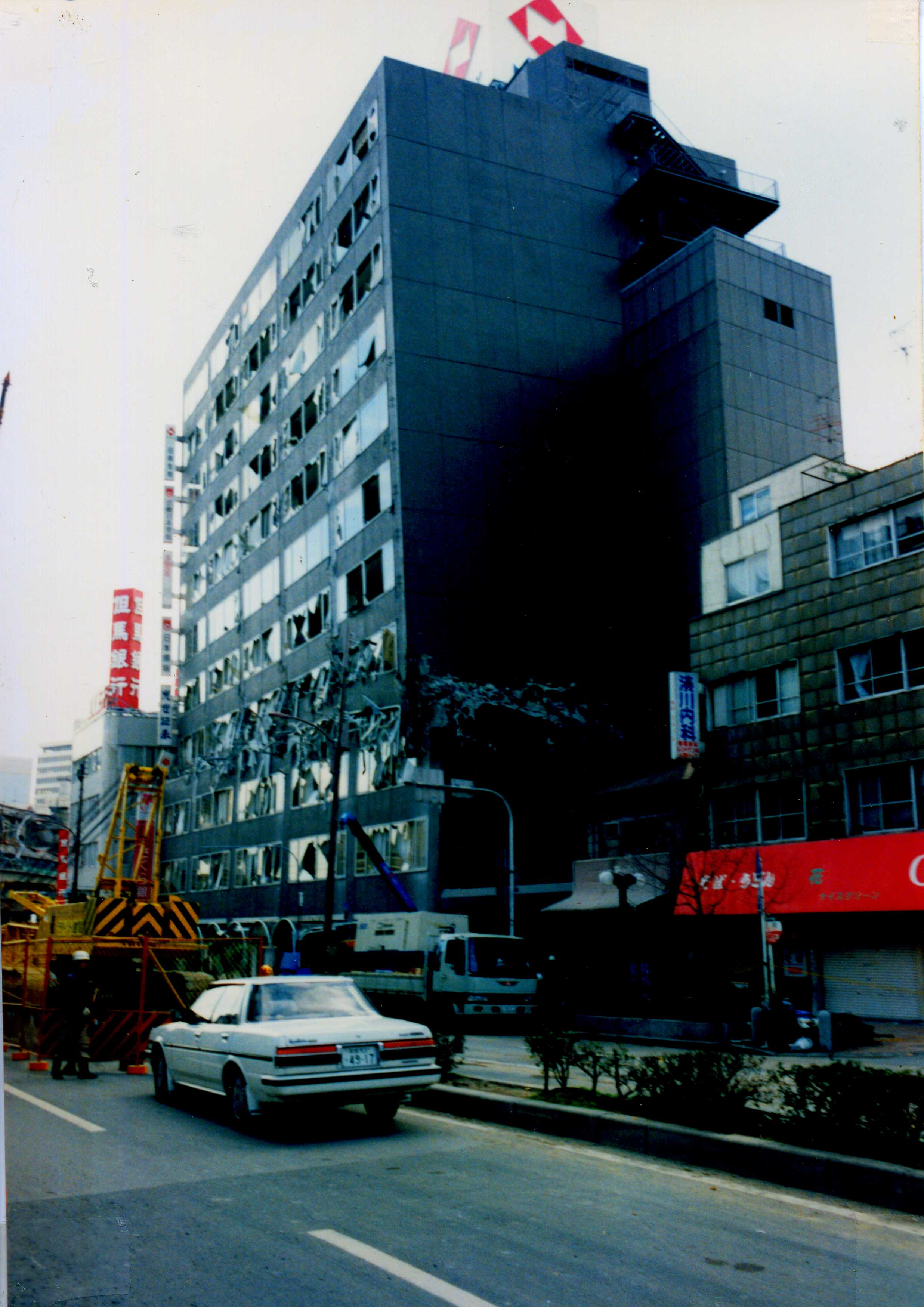
阪神・淡路大震災でパンケーキクラッシュを起こした商業ビル

パンケーキクラッシュ（英: pancake collapse）は、建築物の構造崩壊形のうち、「層崩壊」を指す和製英語。倒壊した階層が平たく押し潰されている様子が、パンケーキに似ていることから俗称としてこう呼ばれる。一方、英語での対応表現であるpancake collapseは、連鎖的な層崩壊（progressive collapse）を指す場合が多い。
建築構造における層崩壊とは、建築構造法規や建築構造計算あるいは施工上の不備といった原因で、特定階層において他の階層と比べて剛性が小さいといった条件がある建築物に、地震動などの外力が働いた際、柱のせん断破壊もしくは柱梁接合部の塑性ヒンジ化によって、さらに応力分布が変わり連続的に破壊が進み、階層全体が崩壊する現象を言う。建物全体で外力に抵抗する構造崩壊形と比べ、剛性が小さい部分に加速度的に破壊が集中すること、また階層内部の人命財産における被害が甚大であり、上層からの避難にも支障の出ることから、 『建築物の構造関係技術基準解説書』などでは避けるべき崩壊形とされる。
防災上は火災などにより構造部材の耐力が低下したことで起こる層崩壊を含む。いずれにせよ、階層の崩壊が次の階層の崩壊の引き金となることもあり、ときに連鎖的な崩壊を呈する。
一般に、中高層建築物の地上1階で最も生じやすい。これは上階からの荷重がもっとも大きく、かつ地震時には全ての階層に生じる水平力をまとめて受ける階層であることと、にもかかわらず、駐車場や店舗として利用するために耐震壁を十分にかつバランスよく設けることができず、場合によってはピロティ形式として耐震壁が著しく少ない状態になっている建築物が少なくないためである。
アメリカ同時多発テロ事件で世界貿易センタービルが崩壊した要因として、ツインタワーへの航空機の突入により火災が起こり、支持鉄骨が溶融・破断したことにより途中階部分の層崩壊が発生、連鎖的に層崩壊を生じた可能性があげられた。なお、ツインタワー崩壊の原因については異説もある。

## 主な事例
- 1985年9月19日 - メキシコ地震 (1985年)
- 1995年1月17日 - 兵庫県南部地震（阪神・淡路大震災）[1]
- 1999年8月17日 - コジャエリ地震
- 2001年9月11日 - アメリカ同時多発テロ事件（世界貿易センタービル崩壊）
- 2010年1月12日 - ハイチ地震
- 2011年2月22日 - カンタベリー地震
- 2016年4月15日 - 熊本地震
- 2023年2月6日 - トルコ・シリア地震[2]